# Salvia columbariae
Salvia columbariae är en kransblommig växtart som beskrevs av George Bentham. Salvia columbariae ingår i släktet salvior, och familjen kransblommiga växter.

## Underarter
Arten delas in i följande underarter:
- S. c. argillacea
- S. c. columbariae
- S. c. ziegleri

## Bildgalleri

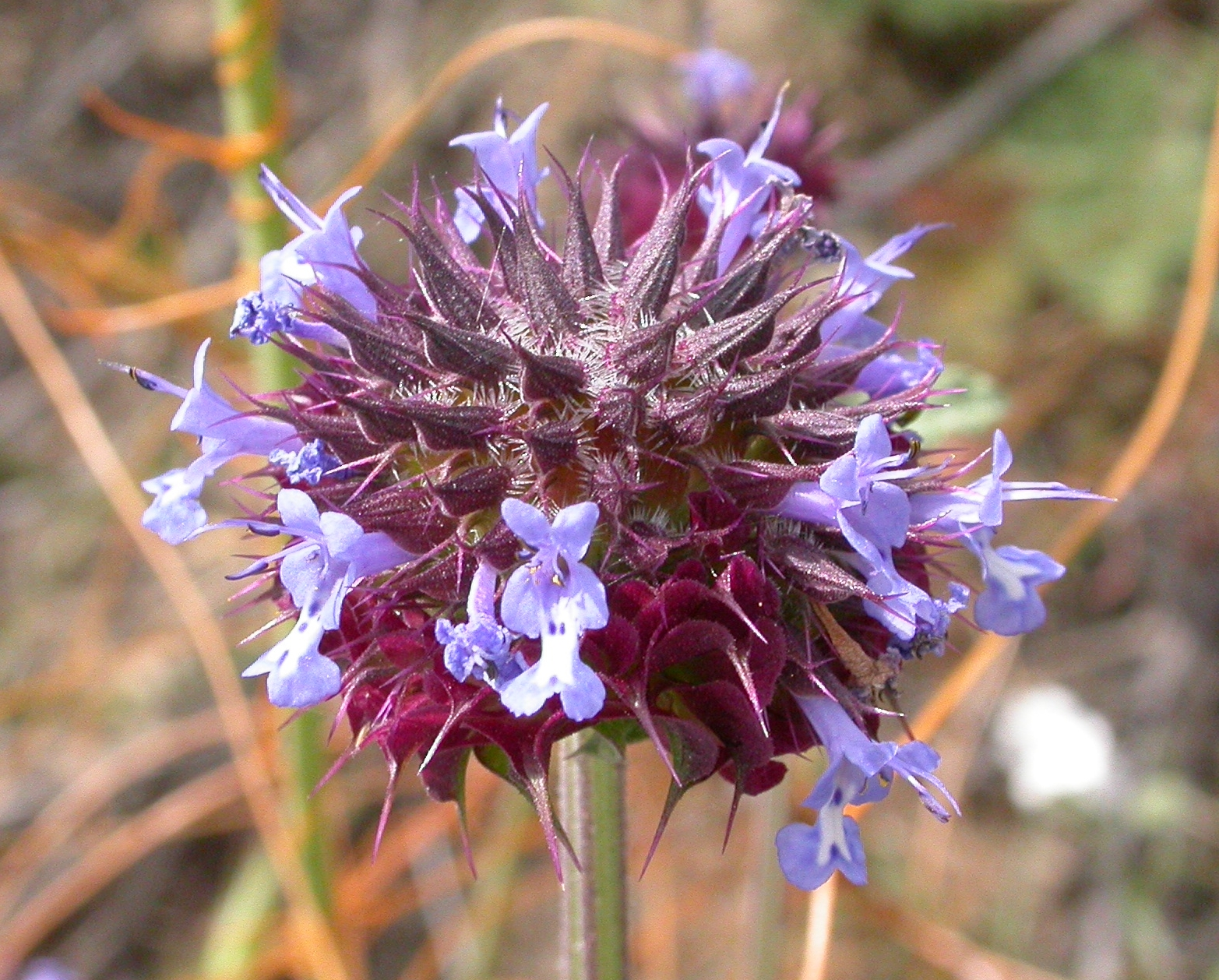
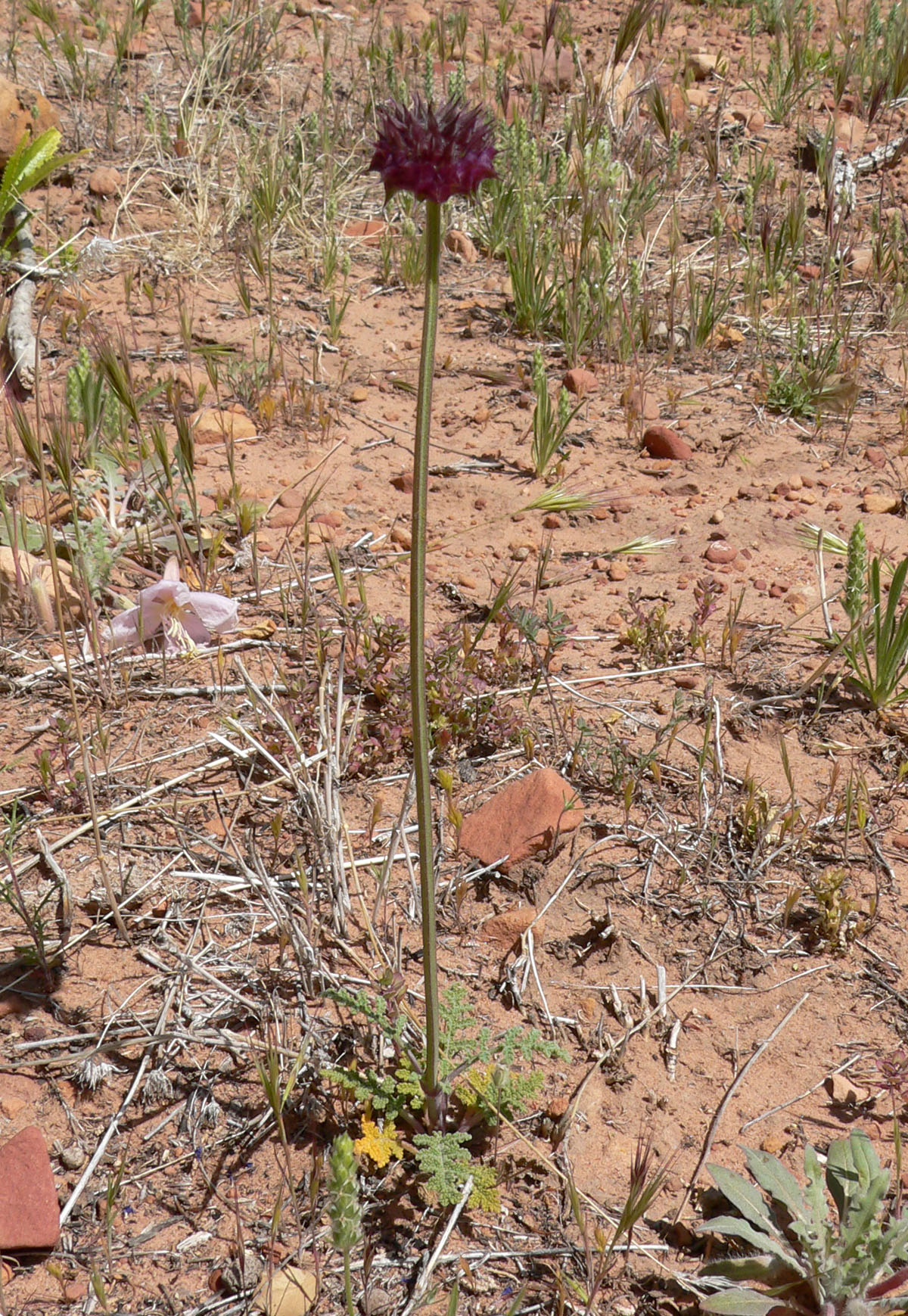
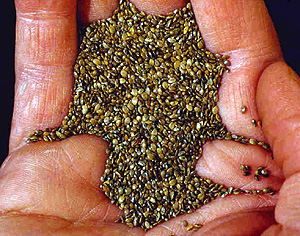
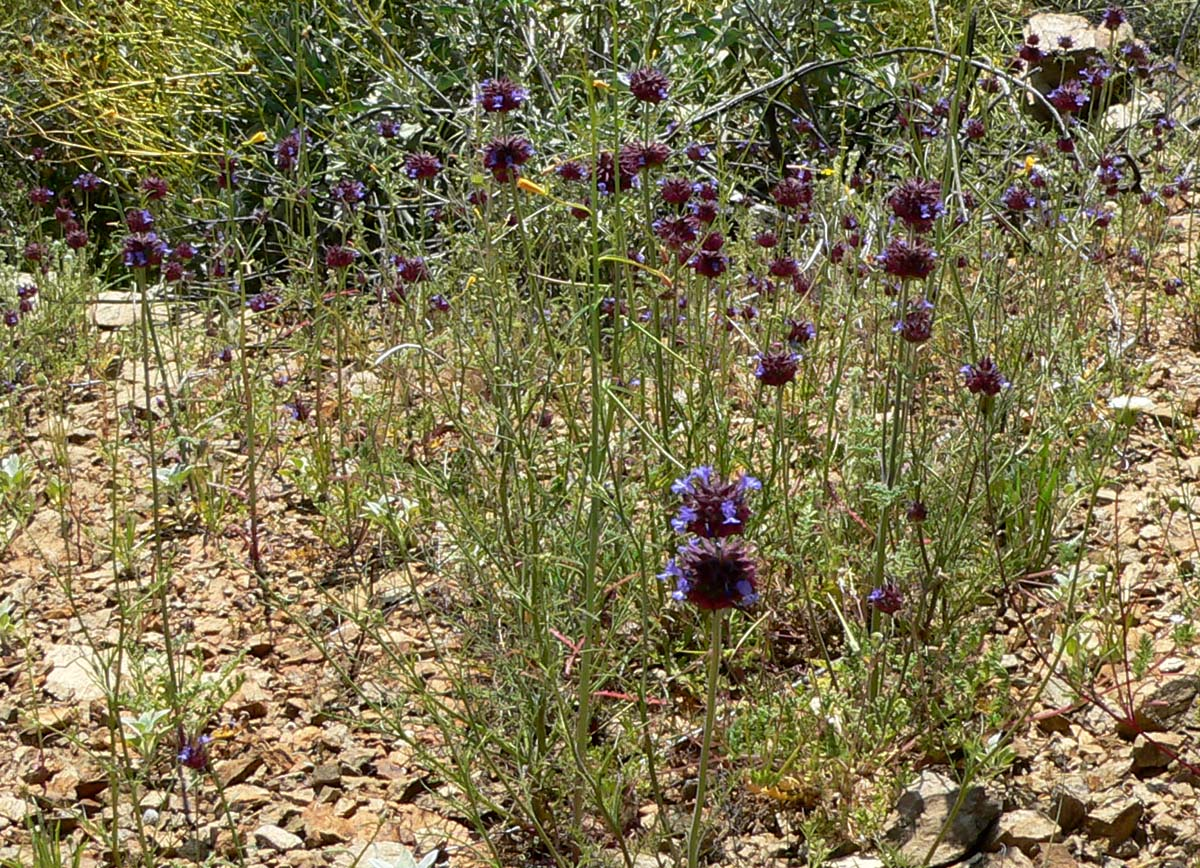
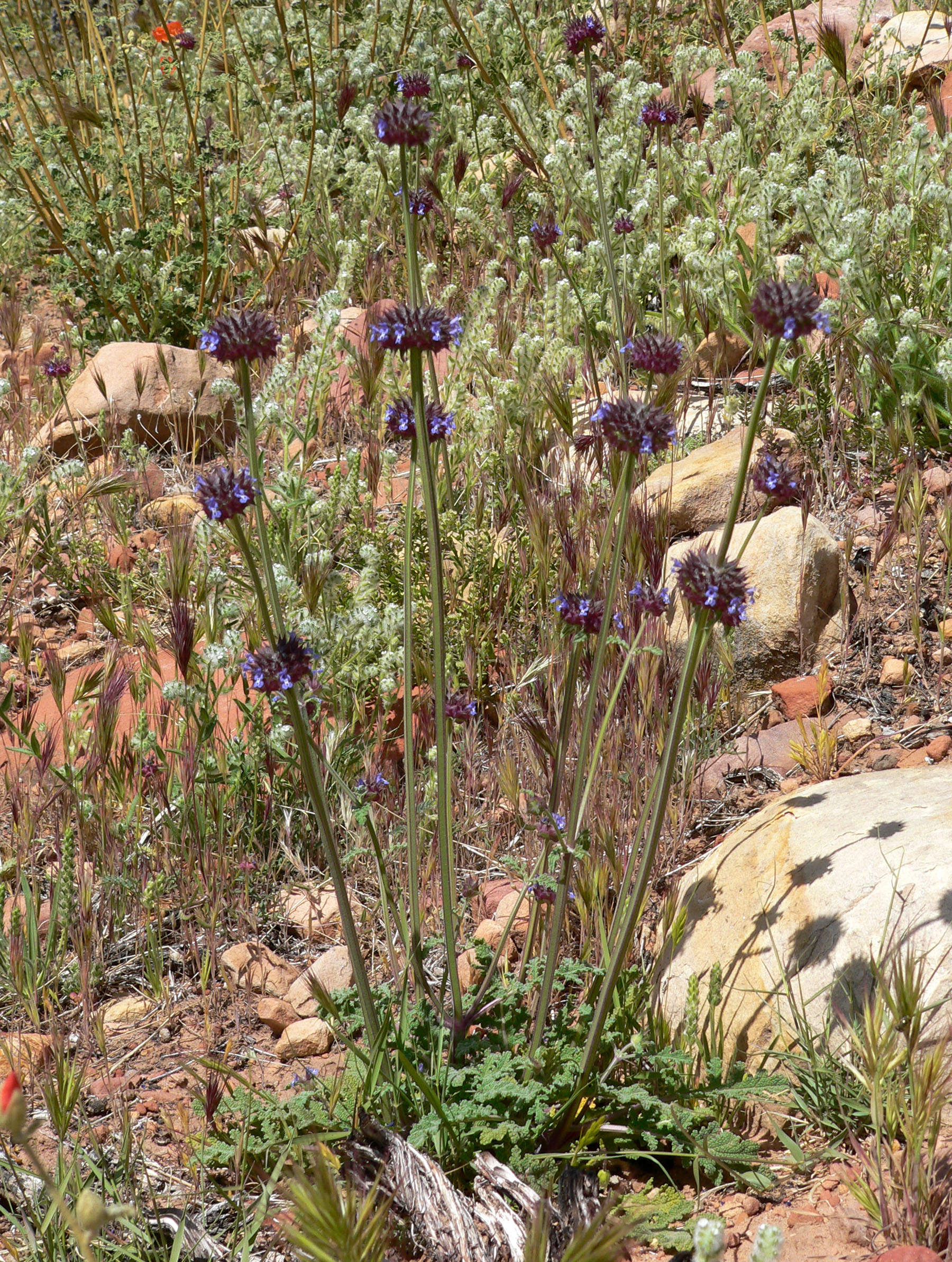
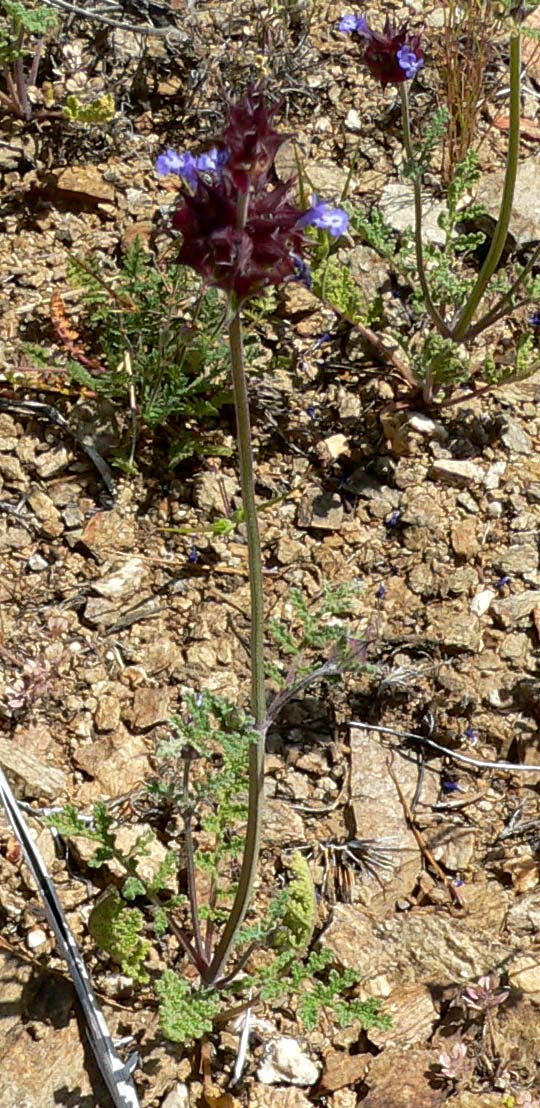